# Dumitru Pavlovici
Dumitru Pavlovici (Timișoara, 26 aprile 1912 – 28 settembre 1993) è stato un calciatore rumeno, di ruolo portiere.

## Palmarès

### Club

#### Competizioni nazionali
- Campionato rumeno: 4

Ripensia Timisoara: 1932-1933, 1934-1935, 1935-1936, 1937-1938
- Coppa di Romania: 2

Ripensia Timisoara: 1933-1934, 1935-1936